# أحمد بن صويد
أحمد بن صويد ( 1946-)، لاعب كرة قدم ليبي.

## نشأته
بدايته الكرويه كانت بمدرسة التحرير الابتدائيه بمدينة بنغازي علي يد الاستاذ خالد الغناي والمرحوم مصطفي القرقوري. من ضمن الانشطه التي كانت تزاول تلك الفترة في نهاية الخمسينات إجراء مباريات بين المدارس ولم تكن الانديه في تلك الفترة تهتم بإعداد فرق البراعم والاشبال في برقة بإستثناء نادي الأهلي الذي كان يهتم بأنشطة الاشبال وكان لديه فريق للبراعم والاشبال. في إحدي المشاركات أقيمت مباراة بين اشبال الأهلي وطلبة مدرسة التحرير الابتدائيه، وكان في تلك الفترة الحاج عبدالعالي العقيلي مدرب لأشبال الأهلي، وقد أعجب بمهارات بن صويد واختاره للانضمام لفريق اشبال نادي الأهلي سنة 1958, ومن اسباب حب بن صويد لنادي الأهلي هوا وجود الحاج عبدالعالي العقيلي لما يمتاز به الاخير من اساليب تربويه مميزه، بالإضافة لوجود اغلب اصدقاء بن صويد بنفس النادي.
بعد ان إنتشرت فرق الصغار لباقي الانديه وتأسيس دوري لفرق الاشبال، شارك بن صويد في أول موسم له مع نادي الأهلي في دوري الأشبال موسم 58-59, وفاز به، وتدرج للأواسط وشارك في موسم 59-60 للأواسط وتحصل علي البطولة، وشارك مع الفريق الأول في سن مبكره وتحصل علي بطولة محافظات برقة مواسم 62-63 و 63-64.
استمرت مسيرته مع الأهلي عشرون سنة وخلال هذه الفترة عاصر المنتخب الليبي لخمسة عشر عاما.

## انجازاته مع الأهلي
سطر مع الأهلي انجازات فريدة واهداف عديدة ابرز مبارياته مع النادي عديده، منها امام نادي الهلال موسم 63-64 والتي فاز فيها الأهلي 4-0 وسجل بن صويد منها ثلاثة اهداف. وامام نادي النجمة موسم 64-65 وفاز فيها الأهلي بنتيجة 7-2 سجل منها بن صويد حمسة اهداف، وامام نادي دارنس فاز الأهلي 7-0 سجل منها بن صويد هدفين، وامام نادي الاتحاد موسم 70-71 فاز بها الأهلي 4-3 قدم فيها بن صويد مستوي عالي ولم يسجل فيها، وفي اخري اما الاتحاد أيضا موسم 74-75 فاز بها الأهلي 3-0 سجل منها بن صويد هدف، وامام نادي الأهلي طرابلس علي بطولة ليبيا موسم 68-69 وفاز بها الأهلي 2-1 سجل فيها بن صويد هدف التتويج.
كما صتال وجال في مباريات عديده ضد فرق عربيه واجنبيه، منها امام الأهلي المصري في مباراة وديه سنة 63 فاز بها الأهلي الليبي 2-1 بملعب البركة وسجل فيها بن صويد الهدف الثاني، كما لعب امام نادي الترجي التونسي ضمن تصفيات الانديه الافريقيه بملعب الأولمبي المنزه بتونس المنتهيه بالتعادل بدون اهداف، وامام مولودية الجزائر في دوري أبطال أفريقيا فاز الأهلي 3-2, وامام نادي الزمالك بملعب البركة والتي فاز بها الأهلي 1-0 قدم فيها بن صويد مستوي عالي.

## المنتخب الوطني
استدعي للمنتخب في سن مبكرة وهو لايزال بفريق اواسط الأهلي وذلك في موسم 60-61, وجاء انضمامه عن طريق مدرب منتخب محافظات برقة الجزائري الأبراهيمي السعيد، وكانت بدايته في دورة معرض طرابلس الدولي، وخلال فترة تواجده بالمنتخب اشرف علي تدريبه اليوغسلافي فوزافتش وحسن الامير وعلي الزقوزي وحفيظ بيزان والإنجليزي رون برادلي.
شارك مع منتخب ليبيا في الدورات العربية وتصفيات الأمم الأفريقية والمباريات الودية، وعرف عنه بأنه أخطر لاعب منتخب ليبيا في تلك المراحل وهدافها الأول.
من أبرز أهدافه ضد المنتخبات العربية التسع أهداف في شباك المنتخب العماني وكذلك الأربعة أهداف في شباك المنتخب المصري وكان ذلك في تصفيات الأمم الأفريقية موسم 66-67, حيث التقي المنتخب الليبي مع نظيره المنتخب المصري في مبارتين ذهابا وايابا في طرابلس والقاهرة، قي المباراة الأولي تعادل الفريقان 2-2 وسجل الهدفين بن صويد الأول بالرأس والثاني من ركلة جزاء، وفي القاهرة خسر المنتخب الليبي 2-3 بعد ما كان متقدما وسجل الهدفين بن صويد الأول بالرأس والثاني بتسديدة قوية من خارج منطقة الجزاء.
أنتهت رحلته مع المنتخب الليبي عام 1977 وقد سجل أخر هدف له مع المنتخب علي فريق بوغسن البولندي في مباراة ودية اقيمت في طرابلس وخسرها المنتخب الليبي 2-1.
استدعي لمنتخب العرب سنة 1965 بعد انتهاء دورة الألعاب العربية التي شارك فيها المنتخب الليبي والتي اقيمت بالقاهرة، كما شارك مع منتخب الجامعات العربية والأفريقية في دورة اثناء دراستة بالولايات المتحدة الأمريكية وتحصل علي كأس الكرة الذهبية كأحسن لاعب عربي وأفريقي في تلك الدورة.
تلقي عروض للأحتراف من أيك أثينا اليوناني وبايرسو الأيطالي والأهلي المصري ورفضها.

## إنجازاته على الصعيد الشخصي
أولا كلاعب تحصل على الالقاب التالية:
- هداف الدوري الليبي لكرة القدم اربع مرات منها موسم 1962\1963 برصيد 24 هدفا في 14 مباراة.
- هداف الدورة العربية التي اقيمت بالكويت موسم 63-64 بتسجيله 5 اهداف.
- وصيف هداف الدورة العربية التي اقيمت بالقاهرة موسم 64-65 برصيد 14 هدف.
- وصيف هداف دورة كأس فلسطين التي اقيمت بالعراق موسم 66 برصيد 15 هدف.

كمدرب كرة قدم:
- بطل ليبيا موسم 96-97.
- وصيف بطل دوري الكأس موسم 97-98 .

## التدريب
أخذ فكرة واسعة بشؤون التدريب في سن مبكرة جدا وباشراف خبير وهذا ماجعله ينجح في مجال التدريب بشكل بارز سواء مع الأهلي أو مع الفرق الأخري.
في بداية السبعينات وهو لايزال لاعب بالفريق الأول، كان المدرب المصري عبدو صالح الوحش يشرف علي فريق الأهلي وكذلك كان مكلفا بتدريب فريق الأواسط والأشبال، وكان في بعض الأحيان يطلب من بن صويد وناجي المعداني وخميس الفلاح مساعدته قي الأشراف علي تدريب فريق الأواسط والأشبال، وكانت هذه بدايته في مجال التدريب حتي ترك الملاعب.
كلف رسميا بتدريب فرق الناشئين بالنادي الأهلي في بداية الثمانيات، وأول موسم قام فيه بتدريب الفريق الأول للنادي موسم 86-87, وأستمرت رحلته في تدريب الأهلي للمواسم 87-88, 94-95, و98-99 كمساعد للجزائري سعيد عمارة. أستمرت رحلته بالتدريب خارج أسوار الأهلي وحقق نتائج ايجابية مع تلك الأندية، حيث درب نادي المروج موسم 90-91 و 91-92 وحافظ علي بقاء المروج بالدوري الممتاز بعد أن استلم الفريق من علي حافة الهبوط وجعل منهم فريق قوي استطاع في أبرز نتائجه هزيمة نادي الاتحاد في ملعب طرابلس 1-0. استطاع بالصعود بنادي النجمة من الدرجة الثالثة الي الثانية موسم 92-93, ومن الدرجة الثانية الي الأولي (الممتاز) موسم 93-94, كما قام بتدريب نادي التحدي وتحصل معه علي بطولة ليبيا موسم 96-97, وفي نفس الموسم تحصل مع التحدي علي أول كأس سوبر يقام في ليبيا، واستطاع في موسم 97-98 من الوصول الي المباراة النهائية في دوري الكأس التي خسرها امام الاتحاد 1-2 في طرابلس. قام أيضا بالاشراف علي منتخب ليبيا للشباب موسم 83-84, ومنتخب ليبيا الأول في تصفيات أفريقيا المؤهله لكأس العالم 1990 وحقق نتائج تليق بسمعة الكرة الليبية.
كانت أخر مهامه في مجال التدريب موسم 04-05 مع فريقه الأهلي حيث تحصل علي بطولة دوري الدرجة الأولي والصعود للدوري الممتاز بأقل الامكانيات.